# Albert Heath
Albert Heath, ps. „Tootie” (ur. 31 maja 1935 w Filadelfii, zm. 3 kwietnia 2024 w Santa Fe) – amerykański perkusista hardbopowy i jazzowy. Laureat NEA Jazz Masters Award 2021.

## Życiorys
W 1957 przeprowadził się do Nowego Jorku, gdzie poznał Johna Coltrane’a z którym podjął wkrótce współpracę. Rok później dołączył do J.J. Johnson’s Group (1958–1960), a następnie do The Jazztet (1960–1961). Przez krótki okres zamieszkał w Europie, gdzie współpracował z tamtejszymi muzykami. Heath współpracował ponadto z takimi wykonawcami jak Wes Montgomery, Tommy Flanagan, Bobby Timmons Trio, Herbie Hancock, Jimmy Heath, Thelonious Monk czy Nina Simone.
Wraz ze starszymi braćmi Percym i Jimmym występował w grupie Heath Brothers.